# Yên Lâm, Yên Mô
Yên Lâm là một xã miền núi nằm ở cực nam huyện Yên Mô, tỉnh Ninh Bình, Việt Nam.

## Địa lý
Xã Yên Lâm nằm ở cực nam huyện Yên Mô, cách trung tâm thành phố Ninh Bình 30 km, cách thị trấn Phát Diệm 6 km, thị trấn Yên Thịnh 12 km, có vị trí địa lý:
- Phía đông giáp huyện Kim Sơn
- Phía nam giáp tỉnh Thanh Hóa
- Phía tây giáp xã Yên Thái
- Phía bắc giáp xã Yên Mạc.

Xã Yên Lâm có diện tích 7,84 km², dân số là 7.794 người, mật độ dân số đạt 994 người/km².
Xã này có quốc lộ 12B (tỉnh lộ 480 cũ) nối từ Quốc lộ 1 tại Mai Sơn qua thị trấn Yên Thịnh đến Quốc lộ 10 tại Lai Thành.

## Văn hóa
Xã Yên Lâm là địa bàn chính của địa danh cửa biển Thần Phù xưa, nơi ghi dấu nhiều sự kiện văn hóa lịch sử của Việt Nam. Xã Yên Lâm cũng có đền Vua Lê Đại Hành, tương truyền khi Ngô Nhật Khánh đưa Chiêm Thành tấn công thành Thiên Phúc ở đây bị bão dìm chết và xưa kia những người dân xã Trường Yên, Hoa Lư đi lập nghiệp tại đây đã mang theo truyền thống sinh hoạt ở cố đô Hoa Lư khi lập nên đền này.
Yên Lâm cũng là xã được công nhận Anh hùng lực lượng vũ trang nhân dân Lưu trữ ngày 15 tháng 3 năm 2016 tại Wayback Machine ở Ninh Bình.
Xã Yên Lâm nằm bên tuyến kênh Nhà Lê, là tuyến đường thủy đầu tiên trong lịch sử Việt Nam từ kinh đô Hoa Lư đến Đèo Ngang và được xem là tuyến đường Hồ Chí Minh trên sông vì những đóng góp cho các cuộc chiến tranh của người Việt.